# Přátelé Zeleného údolí
Přátelé Zeleného údolí je dvanáctidílný československý televizní seriál z roku 1980 o přátelství hajného Horyny a městského chlapce Pavlíka.
Autorem scénáře je scenárista Jaroslav Müller. Seriál natáčela Československá televize v letech 1979–1980 v údolí Velký Lipový v Beskydech. Filmový pás byl roku 1997 zaplaven při povodních.

## Děj
Pavel je žákem základní školy a amatérský akvarista. Aby získal kvalitní vodu pro svou akvarijní rybu, navštíví studánku v Zeleném údolí. Při této návštěvě se seznámí s hajným Horynou, se kterým se spřátelí. Horyna chlapce uchvátí svou moudrostí a vztahem k přírodě. V dalších epizodách poznáváme krásy i svízele života v přírodě,  Zelené údolí je nádherný kout přírody, kterému však hrozí zkáza. Pavlův otec je projektantem dálnice, která má při výstavbě údolí zničit zasypáním. Synova láska k přírodě a Zelenému údolí způsobí, že se otec znovu zamyslí nad projektem a vymyslí řešení, které údolí nezasype, ale překlene mostem. Možná to však byla prosba třikrát vyslovená Pavlem při návštěvě obory bílých jelenů "Jelene, bílý jelene, zachraň Zelené údolí!", která to způsobila...

## Seznam dílů
1. Seznámení
2. Poklad
3. Daněk
4. Kamej
5. Déšť
6. Janeček
7. Nábojnice
8. Plameny
9. Bílý jelen
10. Mlha
11. Ostrovid
12. Naděje